# Charles Garnier (Missionar)
Charles Garnier S.J. (* 25. Mai 1605; † 7. Dezember 1649) war ein jesuitischer Priester und Missionar in Neufrankreich. Er wurde am 7. Dezember 1649 von Irokesen in einem Dorf der Petun getötet und wird in der katholischen Kirche als Heiliger und einer der Kanadischen Märtyrer verehrt.

## Leben

### Jugend und Bildung
Charles war der Sohn eines Sekretärs von König Heinrich III. von Frankreich. Er besuchte das Collège de Clermont in Paris und trat im September 1624 dem Jesuitenseminar in Clermont bei.
Nach seinem Noviziat kehrte er als Präfekt an das College of Clermont zurück. Nach Abschluss seines Studiums der Rhetorik und Philosophie unterrichtete er zwei Jahre lang als Lehrer am College in Eu. Nach jahrelangem Studium der Sprache, Kultur und Theologie wurde er 1635 zum Priester geweiht. Sein Vater verbot ihm zunächst nach Kanada zu reisen, wo ihm als Missionar der fast sichere Tod bevorstand, aber schließlich durfte er gehen. Als er am 25. März 1636 an Bord eines Schiffes ging, beschrieb er die Überfahrt in einem Brief an seinen Vater.

### Mission in Neufrankreich
Er erreichte die Kolonie Neufrankreich im Juni. Er reiste sofort mit seinem Jesuitenkollegen Pierre Chastellain zur Huronen-Mission. Anfang August kam er bei den Nipissings an.
Er diente für den Rest seines Lebens als Missionar unter den Huronen und kehrte nie nach Frankreich zurück. Die Huronen nannten ihn Ouracha oder „Regenspender“, da auf seine Ankunft ein Regenguss folgte, der die Dürre beendete. Er wurde stark von seinem Mitbruder Jean de Brébeuf beeinflusst und war als „Lamm“ von Brebeufs „Löwen“ bekannt. 1639 und 1640 überwinterte er im Land der Petun. Von 1641 bis 1646 war Garnier in der Mission Saint-Joseph.

### Garniers Martyrium
Es gab Überfälle zwischen einigen Kriegern der Irokesen und der Huronen. Als Garnier erfuhr, dass Brébeuf und Lalemant im März 1649 von Irokesen nach einem Überfall auf ein Huronendorf getötet worden waren, wusste Garnier, dass auch er bald sterben könnte. Am 7. Dezember 1649 wurde er bei einem Angriff auf das Dorf der Petun durch Musketenschüsse der Irokesen getötet.
Charles Garnier wurde 1930 von Papst Pius XI. zusammen mit den anderen sieben Kanadischen Märtyrern heiliggesprochen, nachdem sie am 21. Juni 1925 die Seligsprechung erhielten. Ihr Gedenktag in der katholischen Kirche ist der 19. Oktober.